# HD28520
HD28520 — хімічно пекулярна зоря спектрального класу A2, що має видиму зоряну величину в смузі V приблизно  9,6.
Вона  розташована на відстані близько 577,3 світлових років від Сонця.

## Пекулярний хімічний вміст
Зоряна атмосфера HD28520 має підвищений вміст 
Cr
.